# Annick De Decker
Pour les articles homonymes, voir De Decker.
Annick De Decker, née le 17 avril 1975, est une rameuse d'aviron belge.

## Carrière
Annick De Decker remporte la médaille d'argent en skiff aux Championnats d'Europe d'aviron 2008.